# Andrej Kurkov
Andrej Jurjevič Kurkov, ukrajinski pisatelj, * 1961, Leningrad, Sovjetska zveza (danes Sankt Peterburg, Rusija).
Kurkov z mešanico realizma in absurda opisuje paradokse postsovjetske Ukrajine in Rusije. Njegova dela so prevedena v več kot trideset jezikov, naklada njegovih knjig pa presega štiri milijone izvodov. Napisal je 15 romanov, 5 otroških knjig, po njegovih scenarijih pa so posneli okoli 20 filmov. Njegova najbolj znana dela so romani Piknik na ledu, Bickfordov svet, Najljubša pesem svetovljana, Dobri angel smrti, Polžji zakon, Zadnja predsednikova ljubezen in Pokojnikov prijatelj. 
Leta 1985 se je s težavo izognil službi v KGB, ki ga je hotela imeti v svojih vrstah za vohunjenje Japoncem. V izogib vohunski karieri se ja zaposlil kot stražar v kaznilnici v Odesi. Njegov uspeh se je začel konec 80-ih let, a si na začetku ni mogel niti privoščiti ukrajinskega papirja za tiskanje prve knjige ter s sposojenim denarjem je kupil papir iz Kazahstana. Zadnja leta se je posvetil književnosti in pisanju filmskih scenarijev.
Govori 11 tujih jezikov, med drugim tudi japonsko. Je nadarjen pianist in veliko potuje. Ima se za ukrajinskega pisatelja, četudi piše v ruščini.
Leta 2018 je bil izvoljen za predsednika PEN Ukrajine.